# Paulette Guinchard-Kunstler
Paulette Guinchard-Kunstler (Reugney, França, 3 d'octubre de 1949 – Suïssa, 4 de març de 2021) va ser una política francesa. Va servir en l'Assemblea Nacional representant la segona circumscripció de Doubs com a membre del Partit Socialista.

## Biografia
El 1983, Guinchard-Kunstler va ser nomenada tinent d'alcalde de Besançon per Robert Schwint, càrrec que va ocupar fins al 1997, quan va ser elegida al consell municipal. El 1997 va ser elegida membre de l'Assemblea Nacional, representant la segona circumscripció de Doubs. El 2001, va deixar l'Assemblea Nacional després del seu nomenament com a secretària d'Estat per a la Gent Gran pel primer ministre Lionel Jospin. Aquell any, Robert Schwint va anunciar la seva retirada com a alcalde de Besançon. El nom de Guinchard-Kunstler va aparèixer com a possibilitat, però Jean-Louis Fousseret va obtenir la nominació del Partit Socialista i, finalment, la plaça.
El 2002, Guinchard-Kunstler va tornar a l'Assemblea Nacional i es va convertir en vicepresidenta, al costat d' Hélène Mignon. El Dia Internacional de les Dones de 2005, va presidir l'Assemblea Nacional i va respondre les preguntes a la televisió durant una hora. El 2007, va formar part del think tank Réformer dirigit pel Partit Socialista. Va decidir no buscar la reelecció a les Eleccions legislatives franceses de 2007.
El 2013, Guinchard-Kunstler es va convertir en el cap de la Fondation de gérontologie. Després va llançar amb Serge Guérin una crida per l'equitat a favor dels cuidadors. L'objectiu era proporcionar als 10 milions de cuidadors francesos assistència i protecció de la salut. Va aconseguir el rang d’oficial de la Legió d'Honor el 14 d’abril de 2017.
Paulette Guinchard-Kunstler va morir de suïcidi assistit a Suïssa el 4 de març de 2021 a l'edat de 71 anys.